# Jie Shun
Die Jie Shun ist ein Frachtschiff, das mediale Aufmerksamkeit erlangte, nachdem es im August 2016 mit einer Ladung geschmuggelter Waffen, die vermutlich von Nordkorea nach Ägypten verkauft worden waren, von ägyptischen Behörden sichergestellt wurde.

## Geschichte bis 2016 und Charakteristika
Das Schiff wurde 1986 als Stückgutfrachter auf der japanischen Werft Kochi Jyuko in Kotschi unter dem Namen Northern Queen gebaut. Das Schiff hat zwei Laderäume mit einem Gesamtvolumen von 5.058 m3 und drei bordeigene Ladebäume.
Bis 2000 fuhr die Northern Queen für die panamaische Reederei T. H. Ocean Line. Im Jahr 2000 wurde das Schiff an die ebenfalls panamaische Armon Shipping verkauft und in Armon umbenannt. Zwischen 2004 und 2012 fuhr das Schiff unter dem Namen Velox. Ab 2012 fuhr das Schiff unter dem Namen Jie Shun unter der Flagge Kambodschas für die Reederei Jieshun Shipping.
Zum Zeitpunkt der Beschlagnahmung befand sich das Schiff im Eigentum der in Hong Kong ansässigen Firma Vast Win Trading und betrieben wurde es durch die auf den Marshallinseln registrierte Firma K Brothers Marine Co. Ltd. Nach dem Bekanntwerden der Sicherstellung der Jie Shun gaben kambodschanische Marinebehörden aber bekannt, dass das Schiff Kambodscha illegalerweise als Billigflaggenstaat nutzte, da Kambodscha die Praxis des Ausflaggens bis 2016 vollständig abgeschafft hatte.

## Vorfall 2016
Im Herbst 2017 wurde durch die Veröffentlichung eines VN-Berichts medial bekannt, dass die Jie Shun am 11. August 2016 von ägyptischen Behörden sichergestellt wurde, nachdem diese von US-Behörden gewarnt wurden.
Dem Bericht zufolge, soll die Jie Shun am 23. Juli 2016 aus dem Hafen von Haeju ausgelaufen sein, bevor sie südlich des Sues-Kanals sichergestellt wurde. Das Kommando der Jie Shun hatte ein nordkoreanischer Kapitän. Verborgen, unter einer Ladung von 2.300 Tonnen Eisenerz, fanden ägyptische Behörden 79 Munitionskisten mit 24.384 auseinandergebaute Gefechtsgranaten für die RPG-7 und Bestandteile für weitere 4.616 Schuss Munition. Die Munition war aus älterer nordkoreanischer Produktion. Die Ladung war als Bauteile für Unterwasserpumpen ausgegeben worden. Teile der sichergestellten Munition wurden im November 2016 durch die ägyptische Armee mittels kontrollierter Sprengungen vernichtet. Als Empfänger der Munitionsladung war ein ägyptisches Unternehmen vorgesehen, dass, nach Ermittlungen von ägyptischen Behörden, aufgelöst worden sein soll.